# (74081) 1998 OU1
1998 أو يو 1 (ويعرف أيضًا باسم (74081) 1998 أو يو 1 وفق تسمية الكوكب الصغير) (بالإنجليزية: 1998 OU1)‏ هو كويكب ضمن حزام الكويكبات؛ وترتيبه 74081 من حيث الاكتشاف.
اكتُشف هذا الجُرم الفلكي بواسطة تعقب الأجرام القريبة من الأرض في 24 يوليو 1998.

## وصلات خارجية
- (74081) 1998 OU1 في قاعدة بيانات مختبر الدفع النفاث لأجرام النظام الشمسي الصغيرة

- الاكتشاف · مخطط المدار ·  العناصر المدارية · المعلمات المادية

- (74081) 1998 OU1 على موقع ويكي سكاي: DSS2, SDSS, GALEX, IRAS, Hydrogen α, X-Ray, Astrophoto, Sky Map, Articles and images